# Dōkyūsei (dòng trò chơi)
Dōkyūsei (同級生 (Đồng Cấp Sinh)) là một sê-ri mô phỏng hẹn hò theo chủ đề người lớn được tạo ra bởi Công ty ELF. Bản gốc Dōkyūsei phát hành vào năm 1992 cho máy vi tính NEC PC-9801, thường được coi là tiền thân của trình mô phỏng hẹn hò hiện đại. Tiếp theo là các phần: Dōkyūsei 2 và Kakyūsei (下級生, nghĩa là Hạ cấp sinh), cả hai đều rất thành công. Có một OVA bốn tập được làm từ Dōkyūsei, một OVA 12 tập được làm từ Dōkyūsei 2, và một OAV và cả phim truyền hình từ Kakyūsei. Năm 2004, ELF phát hành phần tiếp theo trong dòng trò chơi là Kakyūsei 2.
Một tựa game mạt chược chạy trên Game Boy Color với các nhân vật Dōkyūsei 1 có tên là Jankyūsei (雀 級 生) cũng được tạo ra. Đĩa mở rộng Dōkyūsei 2 (Nanpa 2 Special), Dōkyūsei 2 SP, cũng được sản xuất thành OVA, bản mở rộng này còn được gọi là Sotsugyōsei (卒業 生, nghĩa là Tốt nghiệp sinh).